# Mona Karff
Mona May Karff, née Mona Ratner le 20 octobre 1914 en Bessarabie et morte le 10 janvier 1998 à New York, est une joueuse d'échecs américaine. Sept fois championne des États-Unis (six fois de 1938 à 1953 et en 1974), elle reçut le titre de maître international féminin lors de la création du titre en 1950.

## Biographie
Mona Karff est née dans l'Empire russe en Bessarabie. Après la révolution de 1917, sa famille émigra à Tel Aviv en Palestine. Dans les années 1930, elle partit à Boston et épousa son cousin Abraham Karff. Elle s'installa à New York et vécut avec Edward Lasker.

## Résultats aux championnats du monde féminins
Mona Karff participa à trois championnats du monde (en 1937, 1939 et 1949-1950), aux deux premiers tournois des candidates (en 1952 et 1955) et au premier tournoi interzonal féminin (en 1971).
En 1937, à Stockholm, elle représenta la Palestine au championnat du monde et finit à la sixième-septième place, parmi 26 joueuses, avec 8 points sur 14 (tournoi organisé suivant le système suisse en 14 rondes).
En 1939, à Buenos Aires, elle jouait pour les États-Unis et termina cinquième parmi les vingt participantes avec 14 points sur 19 (tournoi toutes rondes).
Lors du premier championnat du monde de l'après guerre, organisé à Moscou en 1949-1950, Mona Karff finit à la 10e-14e places parmi les seize joueuses avec 5 points sur 15.
En 1952, Mona Karff participa au premier tournoi des candidates au championnat du monde féminin et finit onzième (sur seize participantes) avec 7 points sur 15.
En 1955, le tournoi des candidates avait vingt participantes et Mona Karff termina à la dix-septième place avec 5,5 points sur 19.
En 1971, Mona Karff participa au tournoi interzonal féminin et finit à la 14e-15eplace sur 18 joueuses avec 5,5 points sur 17.